# Bembidion roosvelti
Bembidion roosvelti är en skalbaggsart som beskrevs av Maurice Pic. Bembidion roosvelti ingår i släktet Bembidion och familjen jordlöpare. Inga underarter finns listade i Catalogue of Life.